# Патомпонг Сомбатпхибун
Патомпонг Сомбатпхибун (тај. ปฐมพงษ์ สมบัติพิบูลย์; рођен 3. децембра 1961. у Чyмпхону, Тајланд), познатији као Понг КГВ (тај. โป่ง หินเหล็กไฟ), је тајландски певач је енглеског хеви метал састава Камен, Гвожђе, Ватра и The Sun који је био популаран од 1990-их до 2000-их.

## Дискографија

### Камен, Гвожђе, Ватра
- 1993 : Hin Lek Fai (หิน เหล็ก ไฟ)
- 1995 : Khon Yuk Lek (คนยุคเหล็ก)
- 2005 : Never Say Die
- 2006 : Acoustique

### The Sun
- 1996 : "The Sun"
- 1998 : "Tiger, Lion, Bull, Rhico" (เสือ สิงห์ กระทิง แรด)
- 2000 : "The Road of the Sun" (ถนนพระอาทิตย์)

### Соло
- 2002 : "The Game"
- 2003 : "Sexperience"